# 우정동 마제스 타워
울산진흥마제스타워2(영어: Ulsan Jinheung Majes Tower)는 대한민국 울산광역시 중구 우정동에 위치한 초고층 아파트 단지다. 울산광역시 교육감의 관사로 이용되었다. 

## 같이 보기
- 울산광역시의 마천루 목록